# Térovo
Térovo (Terovo) är en ort i Grekland.   Den ligger i prefekturen Nomós Ioannínon och regionen Epirus, i den centrala delen av landet, 290 km nordväst om huvudstaden Aten. Térovo ligger 715 meter över havet och antalet invånare är 281.
Terrängen runt Térovo är varierad, och sluttar västerut. Runt Térovo är det glesbefolkat, med 20 invånare per kvadratkilometer. Närmaste större samhälle är Pappadátes, 12,7 km sydväst om Térovo. Trakten runt Térovo består till största delen av jordbruksmark.